# NGC 5867
NGC 5867 је галаксија у сазвежђу Змај која се налази на NGC листи објеката дубоког неба.
Деклинација објекта је + 55° 43' 54" а ректасцензија 15h 6m 24,3s. Привидна величина (магнитуда) објекта NGC 5867 износи 15,5 а фотографска магнитуда 16,5.